# Кольчатая нерпа
Кольчатая нерпа, кольчатый тюлень, или акиба (лат. Pusa hispida) — вид настоящих тюленей, наиболее часто встречающийся в Арктике. Помимо Северного Ледовитого океана, этот представитель рода обитает в Балтийском море, на севере Атлантического океана, в Охотском море, в Беринговом море, и Татарском проливе, также в озёрах Ладожском и Сайма.

## Внешний вид
Кольчатая нерпа названа так по светлым кольцам с тёмным обрамлением, составляющим рисунок её шерсти. Длина взрослых животных от 1,1 до 1,5 м. Вес до 70 кг, балтийские экземпляры бывают весом до 100 кг. Самцы, как правило, несколько крупнее самок. Кольчатые нерпы обладают хорошим зрением, а также отличным слухом и обонянием.

## Распространение
Четыре существующих подвида кольчатой нерпы обитают в весьма разных жизненных пространствах, которые, однако, все расположены в полярных либо субполярных регионах.
Беломорский подвид (P. h. hispida) является наиболее распространённым тюленем Северного Ледовитого океана и обитает на льдинах.
Балтийский подвид (P. h. botnica) живёт в холодных регионах Балтийского моря, в частности у побережий Швеции, Финляндии, Эстонии и России, изредка достигая Германии.
Помимо них, существуют два примечательных пресноводных подвида: ладожский (P. h. ladogensis), и сайменский (P. h. saimensis).
Некоторые нерпы через реку Свирь проникают в Онежское озеро (в основном ладожские нерпы, изредка сайменские
В Японии открыли океанариумы для акиб и других видов тюленей.

## Эволюция
По современной классификации кольчатая нерпа классифицируется в семейство настоящих тюленей рода нерп, также считается что нерпа произошла от общего с байкальским родственником предком (Байкальская нерпа пришла в Байкал из системы Енисей-Ангара или из реки Лена), при этом формы этих видов более поздние, чем формы каспийской нерпы.

## Поведение
Относится к тюленям ледовой (пагофильной) формы выживания.
Кольчатые нерпы не образуют колоний, а ведут обособленный образ жизни. Иногда их можно увидеть в небольших группах, не связанных особо прочными узами. В более многочисленные группы собираются редко, в основном в брачный период, в тёплое время года. Тогда в прибрежной зоне можно встретить лежбища, насчитывающие до 50 особей. 
Эти тюлени хорошо приспособлены к круглогодичному пребыванию в море, а также к суровым условиям Арктики, в частности к морозам. 
Кольчатая нерпа, по-видимому, продвигается на север дальше всех млекопитающих; большую часть года она проводит в покрытых льдом бухтах и фьордах. Осенью, по мере замерзания воды, не мигрирует на юг, а проделывает во льду отверстия, к которым регулярно подплывает подышать и отдохнуть. Это, однако, сопряжено с опасностью, поскольку возле такой продушины может подстерегать охотник или белый медведь. Обычно нерпа проводит под водой 8–9 мин., а при необходимости — до 20 мин. Всплывая, она за 45 секунд успевает запастись воздухом для следующего погружения.
Лишь кольчатая нерпа, в отличие от всех прочих тюленей, строит гнездо для своих детёнышей. В марте или апреле, когда лёд начинает ломаться, самка устраивает в сугробе нору с тоннелем, ведущим к вентиляционному отверстию и к воде. Новорождённые (иногда двойни) покрыты белоснежной мягкой шерстью (стадия белька), которая через месяц сменяется более тёмной.
Естественные враги кольчатых нерп: косатка, и полярный медведь, другие враги: человек.
Также враги ладожского подвида составляют волки и лисицы

## Изображения
Изображение нерпы можно встретить на гербах городов, монетах, на почтовых марках

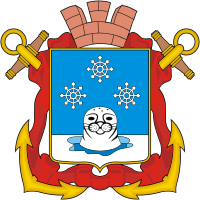
Герб Снежногорска
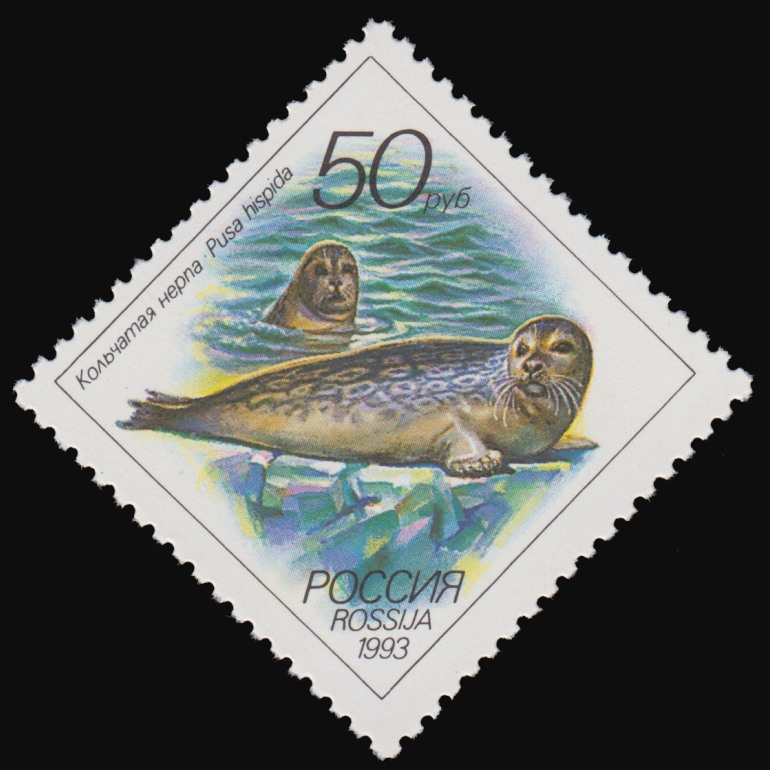
Почтовая марка 1993 год
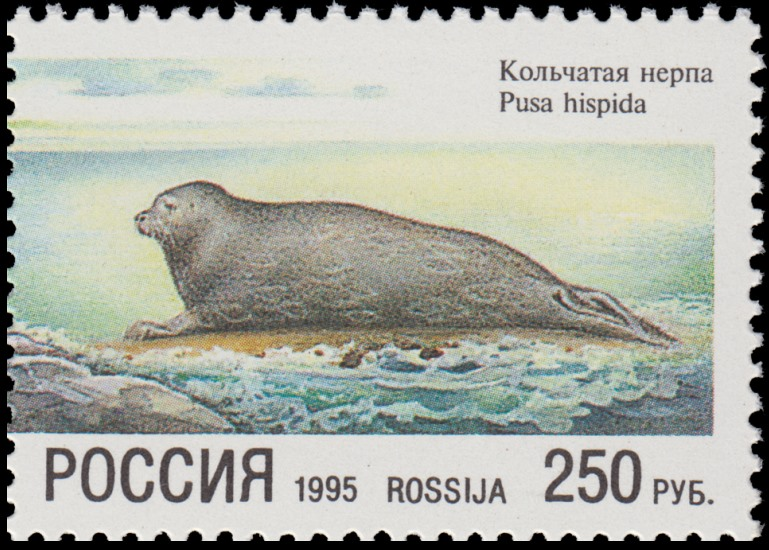
Почтовая марка 1995 год
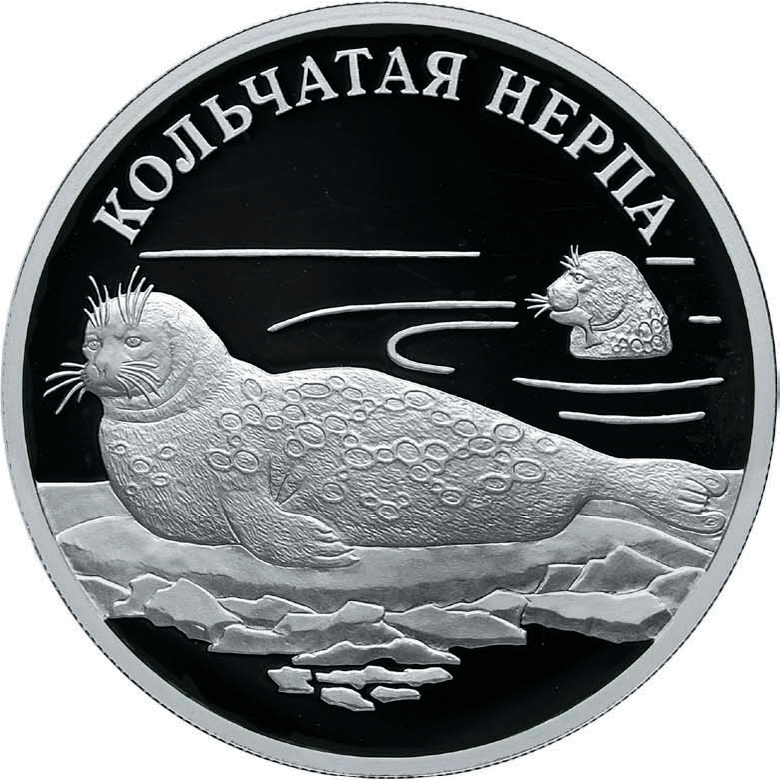
Кольчатая нерпа. Монета Банка России — Серия: «Красная книга», серебро, 1 рубль, 2007 год

## Хозяйственное значение
Кольчатая нерпа является традиционным эскимосским продуктом питания, на которых они охотятся целый год
В отчётах промысловиков Дальнего Востока добытая акиба обычно учитывается вместе с ларгой (пёстрый тюлень) под общим названием «нерпа».